# Provinz Adrar
Die Provinz Adrar (arabisch ولاية أدرار, DMG Wilāyat Adrār, berberisch ⴰⴳⴻⵣⴷⵓ ⵏⴰⴷⵔⴰⵔ Agezdu n Adrar) ist eine Wilaya (Provinz) im südwestlichen Algerien. Hauptstadt der Provinz ist Adrar, eine andere Stadt ist Reggane.
Die Provinz liegt in der Sahara und ist die flächenmäßig zweitgrößte Provinz Algeriens. Sie grenzt im Südwesten ein kurzes Stück an Mauretanien, in einem Berührungspunkt an Mali sowie an sechs weitere Provinzen: Tindūf und Béni Abbès im Westen, Timimoun im Norden, In Salah im Osten, Tamanrasset im Südosten und Bordj Badji Mokhtar im Süden. Das Zentrum der Provinz bilden die Kommunen der Oasenregion des Twat am Oued Messaoud, im Westen umfasst sie das Zentrum des Erg Chech und im Osten hat sie Anteil an der Ebene des Tidikelt.
Mit 256.765 Einwohnern (Stand 2008) auf 254.471 km² ist sie nur dünn besiedelt, die Bevölkerungsdichte beträgt rund ein Einwohner pro Quadratkilometer.
Im Dezember 2019 wurden der Nord- und Südteil der Provinz Adrar abgetrennt und die eigenständigen Provinzen Timimoun und Bordj Badji Mokhtar geschaffen. Dabei verringerte sich die Fläche von 439.700 km² um 185.229 km² (42,1 %) und die Bevölkerung von 399.714 Einwohnern um 142.949 Einwohner (35,8 %). Die Anzahl der Kommunen verringerte sich von 28 auf 16.

## Kommunen

Die Provinz Adrar bis 2019:
1. Adrar • 2. Tamest • 3. Charouine • 4. Reggane • 5. In Zghmir • 6. Tit • 7. Ksar Kaddour • 8. Tsabit • 9. Timimoun • 10. Ouled Said • 11. Zaouiet Kounta • 12. Aoulef • 13. Tamekten • 14. Tamantit • 15. Fenoughil • 16. Tinerkouk • 17. Deldoul • 18. Sali • 19. Akabli • 20. Metarfa • 21. Ouled Ahmed Tammi • 22. Bouda • 23. Aougrout • 24. Talmine • 25. Bordj Badji Mokhtar • 26. Sebaa • 27. Ouled Aissa • 28. Timiaouine.
Die Kommunen 3, 7, 9, 10, 16, 17, 20, 23, 24 und 27 bilden seither die Provinz Timimoun, die Kommunen 25 und 28 die Provinz Bordj Badji Mokhtar.

In der Provinz liegen folgende 16 Kommunen als Selbstverwaltungskörperschaften der örtlichen Gemeinschaft:
| Code ONS | Kommune           | Arabisch        | Bevölkerung 2008 |
| -------- | ----------------- | --------------- | ---------------- |
| 0101     | Adrar             | أدرار           | 64.781           |
| 0102     | Tamest            | تامست           | 8.266            |
| 0104     | Reggane           | رقان            | 20.402           |
| 0105     | In Zghmir         | ان زقمير        | 16.185           |
| 0106     | Tit               | تيط             | 4.417            |
| 0108     | Tsabit            | تسابيت          | 14.895           |
| 0111     | Zaouiet Kounta    | زاوية كنتة      | 17.116\|         |
| 0112     | Aoulef            | أولف            | 21.723           |
| 0113     | Timokten          | تمقطن           | 18.598           |
| 0114     | Tamentit          | تمنطيط          | 9.481            |
| 0115     | Fenoughil         | فنوغيل          | 11.793           |
| 0118     | Sali              | سالى            | 13.138           |
| 0119     | Akabli            | أقبلى           | 10.171           |
| 0121     | Ouled Ahmed Timmi | أوالد أحمد تيمى | 13.547           |
| 0122     | Bouda             | بودة            | 9.938            |
| 0126     | Sebaa             | السبع           | 2.312            |